# Yaou Aïssatou

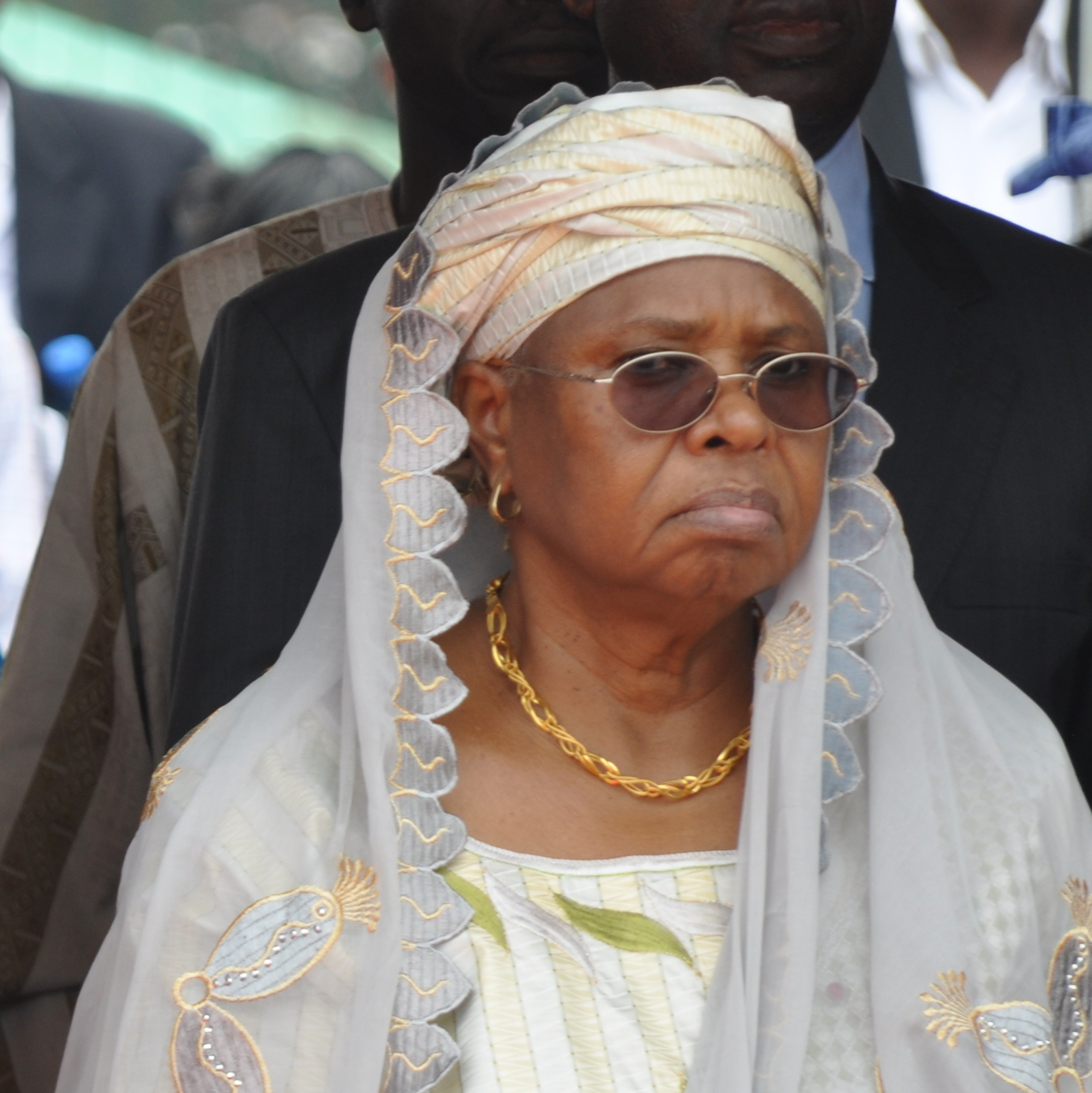
Yaou Aïssatou

Yaou Aïssatou (geb. 28. November 1951; Tcheboa, Bénoué, Region Nord) ist eine Politikerin und Wirtschaftswissenschaftlerin aus Kamerun. Sie ist Generaldirektorin der Société nationale d’investissement du Cameroun (SNI, Nationale Investitionsgesellschaft). Sie ist die erste Frau, welche die Funktion der Frauenministerin in Kamerun ausgeübt hat.

## Leben
Yaou Aïssatou ist die Tochter des Lamidat von Tcheboa aus der Région du Nord, wo sie auch ihre Schulbildung erhielt. 1971 schrieb sie sich an der Technischen Oberschule Douala ein, wo sie ein Baccalauréat machte. Nach ihrem Abschluss studierte sie Wirtschaftswissenschaften an der Universität Rouen in Frankreich und erwarb 1975 eine Licence (Bachelor). Nach ihrer Rückkehr nach Kamerun arbeitete sie kurze Zeit bei der SNI, bevor sie in die Vereinigten Staaten ging, um an der Georgetown University zu studieren, wo sie einen Master of Business Administration (MBA, Maîtrise en administration des affaires) erwarb.
1979 kehrte sie nach Kamerun zurück und trat dem SNI als stellvertretende Finanzdirektorin bei. Im Februar 1984 bekleidete sie ihren ersten Ministerposten als Ministerin für den Status der Frau. Sie trat die Nachfolge von Delphine Zanga Tsogo im März 1985 als Präsidentin des nationalen Büros der Frauenorganisation des Rassemblement Démocratique du Peuple Camerounais (RDPC). Im Mai 1988 wurde sie Ministerin für soziale Angelegenheiten und den Status der Frau bis April 2000. Im Juni und Juli 2003 betreute sie die Schulungsseminare für Sektionspräsidenten des RDPC 2009 wurde sie per Präsidialdekret zur Leiterin des SNI ernannt und löste Esther Dang ab.

## Engagement für Frauen
Yaou Aïssatou, die als engagierte Frau gilt, führt einen Kampf für die Situation der Frauen in der Gesellschaft. Sie hat zwei Frauenentwicklungsvereinigungen mitgegründet: CFR und Professional Women Association. Mit dem Status einer Ministerin ermutigt sie viele Kamerunerinnen durch Gemeinschaftsleben die Kontrolle über ihr Schicksal zu übernehmen. Sie fördert die Bedeutung und die Ausbildung durch Seminare, Konferenzen und Workshops.
Bei der Internationalen Konferenz der Frauen in Beijing im Jahr 1995 errang sie einen weiteren Erfolg, nämlich die Teilnahme Kameruns am großen Weltforum für Frauen.
Weitere Ministerinnen waren Julienne Ngo Som (2000–2001), Catherine Bakang Mbock (2001–2004), Suzanne Mbomback (2004–2009) und Marie-Thérèse Abena Ondoa (ab 2009).

## Ehrungen
Im Verlauf ihrer Karriere wurde sie mit den verschiedenen Stufen des Ordre de la Valeur ausgezeichnet: Chevalière, Officier, Commandeur, Grand officier.